# Hockey bottine
 (avril 2019).
Si vous disposez d'ouvrages ou d'articles de référence ou si vous connaissez des sites web de qualité traitant du thème abordé ici, merci de compléter l'article en donnant les références utiles à sa vérifiabilité et en les liant à la section « Notes et références ».
Le Hockey-bottine est un sport qui se pratique sur la glace. À la différence du hockey sur glace, il se pratique sans patins mais avec des sortes de bottes après-neige. Ce sport était très en vogue au Canada mais aurait perdu de son importance depuis 2012 selon le Sorel-TracyExpress. Ce sport est tout de même pratiqué dans le monde, notamment en France où il existe une équipe nationale.

## Description
Le hockey-bottine se joue en équipe avec les mêmes règles que le hockey sur glace, le plus souvent en extérieur durant l'hiver car le temps est plus propice à la conservation de la glace. Tout comme chaque sport, il existe des compétitions entre différentes équipes.